# Andrew Whale
Andrew Whale (för det mesta bara Andy Whale) är en trummis från Birmingham i England. Han är mest känd för sin period i bandet Bolt Thrower i vilket han spelade från starten och fram till 1994. Han spelar därmed trummor fram till ...For Victory. Han lämnade bandet när han så att säga var mätt på bandet och tänkte det fanns annat att göra i livet. Han arbetar nu med att lägga kablar.
Innan Bolt Thrower spelade han trummor i Drop Dead och har också spelat i ett band kallat Urban Chaos.